# 스페인의 마리아 이사벨
스페인의 마리아 이사벨(Maria Isabella di Spagna, 1789년 7월 6일 ~ 1848년 9월 13일)는 양시칠리아 국왕 프란체스코 1세의 왕비이다. 스페인 국왕 카를로스 4세와 마리아 루이사 왕비의 다섯째 딸이다. 밑으로 여동생이 둘 있었지만 모두 어려서 죽었기 때문에 마리아 이사벨은 사실상의 막내딸이었다.
그녀는 1802년 양시칠리아의 왕자 프란체스코와 결혼했다. 시아버지 페르디난도 1세는 카를로스 4세의 동생으로 마리아 이사벨과 프란체스코는 사촌지간이었다. 프란체스코는 오스트리아 여대공 마리아 클레멘티나와 사별한 뒤 두 번째 결혼이었다. 마리아 이사벨은 12명의 자녀를 두었고 남편이 죽은 뒤 발조 백작 프란체스코와 재혼했다.

## 자녀
| 사진 | 이름                           | 생일             | 사망             | 기타 |
| ---- | ------------------------------ | ---------------- | ---------------- | --- |
|      | 루이자 카를로타                | 1804년 10월 24일 | 1844년 1월 29일  | 외숙부이자 7촌 아저씨인 스페인의 프란시스코 데 파울라 왕자와 결혼(카디스 공작 프란시스코의 어머니)        |
|      | 마리아 크리스티나              | 1806년 4월 27일  | 1878년 8월 22일  | 스페인 페르난도 7세 왕비, 이사벨 2세의 어머니 1833년 왕실 경호관 아구스틴 페르난도 무뇨스와 재혼, 4남 3녀 |
|      | 페르디난도 2세                 | 1810년 1월 12일  | 1859년 5월 22일  | 양시칠리아 왕위 계승, 9남 4녀                                                                             |
|      | 카푸아 백작 카를로 페르디난도  | 1811년 11월 10일 | 1862년 4월 22일  | 페넬로프 스미스와 결혼, 1남 1녀                                                                           |
|      | 시라쿠사 백작 레오폴도         | 1813년 5월 22일  | 1860년 12월 4일  | 사보이의 마리아와 결혼, 1녀                                                                               |
|      | 마리아 안토니아                | 1814년 12월 19일 | 1898년 11월 7일  | 토스카나 대공 레오폴드 2세와 결혼, 4남 5녀                                                                |
|      | 레체 백작 안토니오             | 1816년 9월 23일  | 1843년 1월 12일  | 미혼 |
|      | 마리아 아말리아                | 1818년 2월 25일  | 1857년 11월 6일  | 포르투갈의 세바스티안과 결혼, 자녀 없음                                                                   |
|      | 마리아 카롤리나                | 1820년 11월 29일 | 1861년 1월 14일  | 몬테몰린 공작 프란시스코와 결혼, 자녀 없음                                                                |
|      | 양시칠리아의 테레사 크리스티나 | 1822년 3월 14일  | 1889년 12월 28일 | 브라질 페드루 2세 황후                                                                                    |
|      | 풀리아 백작 루이지             | 1824년 7월 19일  | 1897년 3월 5일   | 포르투갈의 자우리아나(페드루 2세의 누나이자 마리아 2세의 여동생)와 결혼, 3남 1녀                          |
|      | 트라파니 백작 프란체스코       | 1827년 8월 13일  | 1892년 9월 24일  | 마리아 이사벨 여대공과 결혼, 2녀                                                                          |

## 서지
- Acton, Harold. The Bourbons of Naples (1734-1825). Prion books limited, London, 1989 (first published in 1957). ISBN 1-85375-291-6
- Acton, Harold. The Last Bourbons of Naples (1825-1861). St Martin's Press. London, 1961. ASIN: B0007DKBAO
- Bearne Charlton, Catherine. A Royal Quartette. London: T. F. Unwin, 1908.
- Majo, Silvio de.Maria Isabella di Borbone, regina del Regno delle Due Sicilie. Dizionario Biografico degli Italiani, Volume 62, 2004.
- Rubio, Maria José. Reinas de España. La Esfera de los Libros, Madrid, 2009. ISBN 978-84-9734-804-1